# Maxim Sergejewitsch Matlakow
Maxim Sergejewitsch Matlakow (russisch Максим Сергеевич Матлаков, beim Weltschachbund FIDE Maxim Matlakov; * 5. März 1991 in Leningrad) ist ein russischer Schachspieler.

## Leben
Maxim Matlakow studierte ab 2009 an der Staatlichen Universität für Wirtschaft und Finanzen Sankt Petersburg. Trainiert wurde er im Anitschkow-Palais von Sergei Chawski, Alexei Junejew und Sergei Iwanow.

## Erfolge
Bei Jugendweltmeisterschaften konnte er mehrere Medaillen gewinnen: Bronze bei der U12-WM 2003 und U14-WM 2005 sowie Gold bei der U18-WM 2009 in Kemer. Ebenfalls 2009 gewann er die Stadtmeisterschaft von Sankt Petersburg. Bei der russischen U20-Meisterschaft 2011 teilte er sich den Sieg mit Alexander Schimanow. Bei der Einzeleuropameisterschaft 2012 in Plowdiw wurde er Sechster und qualifizierte sich dadurch für den Schach-Weltpokal 2013 in Tromsø, bei dem er nach seinem Auftaktsieg gegen Jan Smeets in der zweiten Runde gegen Şəhriyar Məmmədyarov ausschied. Im Februar 2014 wurde er mit Oleksandr Mojissejenko geteilter Sieger bei einer Etappe des russischen Pokals (Moscow-Open A). Im April 2017 wurde er Zweiter beim Grenke Chess Open in Karlsruhe hinter Nikita Witjugow, im Juni 2017 wurde er in Minsk Europameister. Im April 2019 gewann er, punktgleich mit sieben weiteren Spielern, das stark besetzte Dubai Open. Mit der russischen Nationalmannschaft nahm Matlakow an den Mannschaftseuropameisterschaften 2017 und 2019 sowie der Mannschaftsweltmeisterschaft 2017 teil, dabei siegte er bei der Mannschafts-EM 2019 und erreichte 2017 sowohl bei der Mannschafts-WM als auch bei der Mannschafts-EM jeweils den zweiten Platz.
Mannschaftsschach spielt Maxim Matlakow in Russland seit 2010 für die Schachföderation Sankt Petersburg. Mit Sankt Petersburg wurde er 2013, 2016, 2018, 2019, 2020 und 2021 russischer Mannschaftsmeister. Matlakow gewann 2011 in Rogaška Slatina und 2018 in Porto Carras den European Club Cup. Er ist auch in anderen Ligen aktiv. In Spanien spielte er 2009 und 2010 für Reverté Albox Almería. In Schweden gewann er mit dem Team Viking des SK Sollentuna in den Saisons 2009/10 und 2011/12 die Mannschaftsmeisterschaft. In der tschechischen Extraliga spielte er von 2011 bis 2014 und erneut in der Saison 2017/18 für den ŠK Rapid Pardubice (bzw. GASCO Pardubice) und in Frankreich seit 2014 für den Club de Clichy-Echecs-92, mit dem er 2014 französischer Mannschaftsmeister wurde. In der chinesischen Mannschaftsmeisterschaft spielte Matlakow 2015 für die Mannschaft von Zhejiang sowie 2018 und 2019 für die Mannschaft von Shanghai Mobile China, mit der er in beiden Jahren den Titel gewann, in der deutschen Bundesliga spielte er in den Saisons 2016/17 und 2017/18 für den SK Schwäbisch Hall und in der Saison 2019/21 für den SV Lingen.
2007 erhielt er den Titel Internationaler Meister. Die erforderlichen Normen erfüllte er im Juli 2004 beim Czech Open in Pardubice, im Juni und Juli 2006 beim Finec Rector Cup in Sankt Petersburg und im August 2007 beim Petroskaya Ladya-GM-Turnier in Peterhof. Großmeister ist er seit April 2010. Die Normen für seinen Großmeister-Titel erzielte er bei seinem Gewinn des Aivars-Gipslis-Memorials in Riga im März 2009 mit Übererfüllung (er besiegte dort unter anderem die Großmeister Jānis Klovāns, Vidmantas Mališauskas und Juzefs Petkēvičs), bei seinem Gewinn der B-Gruppe des Miguel-Najdorf-Memorials in Warschau im September 2009, ebenfalls mit Übererfüllung, sowie durch den Gewinn der U18-WM im November 2009. Seit Dezember 2017 ist er außerdem Großmeister Russlands.
Matlakows höchste Elo-Zahl betrug 2738 im November 2017, damit lag er auf dem 23. Platz der FIDE-Weltrangliste.